# Rat svjetova (2005.)
Rat svjetova (eng. War of the Worlds) je SF film Stevena Spielberga iz 2005. temeljen na originalnom romanu H.G. Wellsa s Tomom Cruiseom i Dakotom Fanning.
To je jedna od četiri adaptacije romana kojoj su prethodile dvije verzije odmah objavljene na videu iz iste godine i originalna verzija iz 1953.

## Pozadina
Rat svjetova uključuje elemente ne samo iz Wellsova romana, nego i iz radio-drame iz 1938. i filma iz 1953. Stoga, kako bi stavili film u odgovarajući povijesni kontekst kao adaptaciju, potrebno je nekoliko podataka o tri prethodne verzije Wellsove priče.
Kao u romanu, koji je smješten u i oko Londona, priča se pripovijeda iz perspektive građana uhvaćenih u sukob. Iako je roman opisivao iskustva osamljenog britanskog novinara u 19. stoljeću, smisao Rata svjetova je, prema Spielbergu, prikazati rat "kroz oči jedne američke obitelji koja ga pokušava preživjeti". Smješten je u rano 21. stoljeće, dok se radio-drama odvija u New Jerseyju.

## Likovi
- Ray Ferrier: Znajući da će junaka glumiti Tom Cruise, scenarist David Koepp je namjerno prikazao lik Raya kao suprotnost prijašnjih likova koje je Cruise utjelovio. Pozadinska priča koju je Koepp osmislio je ta da Rayev život nije ispao onakav kako je on zamišljao (često naglašavajući pjesmu "Glory Days" Brucea Springsteena kao inspiraciju). Ray je razveden i ima dvoje djece koji ga ne poštuju kao oca. Rayeva egoistična osobnost mijenja se nakon invazije izvanzemaljaca jer ju ostavlja po strani kako bi spasio djecu.
- Robbie Ferrier: Rayev buntovnički nastrojen sin tinejdžer. Često se sprda s očevom roditeljskom ulogom, što postaje problem nakon što Ray pokuša preuzeti kontrolu nakon što su pobjegli od pogibelji, kao što su njegove primjerdbe da bi trebali pomoći vojsci.
- Rachel Ferrier: Rayeva 10-godišnja kćer. Inteligentna je i neovisna, ali tvrdoglava, klaustrofobična i razumljivo prestravljena događajima opisanima u filmu.
- Harlan Ogilvy: Malo se zna o Ogulvyju osim toga da je imao ženu i dijete koje su ubili napadači, što je mu je pomutilo razum. Čini se da crpi inspiraciju za život iz svojeg vremena dok je radio kao bolničar. Na kraju ga Ray ubija, jer je Ogilvy mogao privući pozornost izvanzemaljaca hvaleći se na glas kako će pobiti izvanzemaljce. Lik Ogilvyja prezime je dobio po astronomu koji je prvi vidio Marsovce u njihovim svemirskim kapsulama u originalnom romanu.
- Mary Ann: Rayeva bivša žena i majka Robbieja i Rachel. Preudala se, za Tima (čije dijete čeka), a djeca je poštuju više nego Raya. Mary Ann i Tim ostavljaju djecu Rayu dok idu u posjet njezinim roditeljima u Boston, a dobar dio priče posvećen je Rayevim pokušajima da vrati Robbieja i Rachel njihovoj majci.
- Tim: Novi muž Mary Ann. Bogat je, a čini se da ga Robbie i Rachel smatraju ocem, a ne Raya.
- Manny: Mehaničar koji popravlja kombi nakon udara elektromagnetskog pulsa. Ray pokušava nagovoriti Mannyja da pobjegne s njim u kombiju, ali Manny podcjenjuje nadolazeću opasnost. Nekoliko trenutaka poslije ubija ga toplinska zraka.
- Agresori: Izvanzemaljci koji vrše invaziju na Zemlju. Njihov fizički izgled je trisimetričan, što se odražava u njihovoj tehnologiji. Osim tih očitih detalja, gotovo se ništa ne zna o izvanzemaljcima, uključujući svijet s kojeg su došli, a većina informacija u filmu o njima su nagađanja. Iako je Koepp otkrio nekoliko manjih detalja o njima u scenariju i intervjuima, oni ostaju dosta zagonetni.

## Radnja
Film počinje s pripovjedačem (glas Morgana Freemana) koji kaže kako su izvanzemaljci promatrali Zemlju s nadmoćnom inteligencijom i bez samilosti.
Priča počinje kad lučki radnik iz Brooklyna Ray Ferrier (Tom Cruise) ujutro završava svoju treću smjenu. Njegova bivša žena Mary Anne (Miranda Otto) i njezin novi imućni muž Tim (David Alan Basche) ostavljaju mu 10-godišnju kćer Rachel (Dakota Fanning) i sina tinejdžera Robbieja (Justin Chatwin). Oni će ostati s njim u Bayonneu u New Jerseyju, dok će Tim i Mary Anne posjetiti njezine roditelje za vikend u Bostonu. Kasnije tog dana, Ray se budi, a Rachel mu kaže da je Robbie ukrao auto i otišao.
Ray kreće u potragu za njim, ali mu pozornost skreće čudan oblak koji počinje ispuštati elektromagnetske pulseve u istom području u kojem se nalazi Rayeva kuća. Udari onesposobljavaju sve elektronske uređaje na tom području, uključujući aute, ostavivši sve nasukane. Ray pronalazi Robbieja i kaže mu da se pobrine za Rachel dok on provjeri gdje su udarili elektromagnetski pulsevi. Kaže prijatelju mehaničaru da promijeni solenoid na autu koje popravlja. Ray i mnogi drugi pronalaze misteriozno hladnu rupu iz koje se diže divovski tronogi stroj i počinje ubijati ljude toplinskim zrakama. Ray potrči kući. Nakon što su spakirali hranu, Ray i djeca napuštaju kuću i ukradu jedino ispravno auto u gradu koje je njegov prijatelj maloprije popravio.
Odlaze u Timovu veliku kuću i ostaju preko noći u podrumu. Tijekom noći, jedan od strojeva uništava veliki avion koji pada na kompleks, uništivši sve kuće. Ray na kratko popriča s malom novinarskom ekipom, koja mu pokazuje snimku prethodne "oluje". Žena mu pokaže usporenu snimku, a on ugleda rupu u koju su strojevi bili zakopani. Žena vjeruje da su tripodi zakopani u zemlju prije ljudske ere. Novinarska ekipa odlučuje otići nakon što su čuli zvuk sirene obližnjeg tripoda. Ray i njegova obitelj odlaze put Bostona, ali im kombi okruži podivljala rulja. Ray uspijeva pobjeći ispalivši metak iz malog pištolja koji je ponio iz svoje kuće, ali auto na kraju ukrade drugi naoružani čovjek. Ray i njegova obitelj nastavljaju put pješice. Dolaze do trajekta preko rijeke Hudson u Athensu u New Yorku, ali se na horizontu pojavljuju tri tripoda. Ray, Robbie i Rachel uspijevaju pobjeći preplivavši rijeku. Drtheći, trojac ugleda kako na brdu preko puta Hudsona nekoliko kilometara dalje izbjeglice napadaju još tri tripoda. Bježe uz pogled na uništeni grad Athens.
Kasnije nailaze na američku vojsku negdje u Massachusettsu koja pokušava oduprijeti se strojevima - viteški, ali jalov pokušaj jer izvanzemaljske strojeve štite neprobojni štitovi. Iako je njihovo oružje bezvrijedno, marinci usporavaju izvanzemaljce tek toliko da izbjeglice stignu pobjeći. Robbie želi osjetiti bitku, a Ray ga nevoljko pušta kako bi spasio Rachel od otmice. U nastalom kaosu eksplodira velika vatrena bomba koja ubija cijeli vod. Robbie se razdvaja od Raya, a Rachel je nasmrt preplašena.
Odmah po završetku bitke, Ray i Rachel pronalaze utočište u podrumu čovjeka zavnog Harlan Ogilvy (Tim Robbins) koji je izgubio obitelj u napadu izvanzemaljaca. Napadači se smještaju blizu kuće u kojoj rastu tenzije između Ogilvyja, koji se želi osvetiti izvanzemaljcima, i Raya, koji misli na svoju i sigurnost svoje kćeri. Ray se želi skrivati sve dok napadači ne odu na drugo područje. U međuvremenu, izvanzemaljci počinju širiti čudni "crveni korov" za koji se ispostavlja da je misteriozna biljka nastala od krvi ubijenih ljudi.
Ogilvy od početka pokazuje znakove mentalnog poremećaja. Kasnije te noći izvanzemaljska sonda spušta se u podrum radi provjere. Zatim ulazi mala skupina Marsovaca koji počinju istraživati kuću, gledajući čak fotografije. Ray pokušava spriječiti poludjelog Ogilvyja da ih ne napadne, nakon čega se oglasi sirena za njihov povratak u tripod. Ogilvy potpuno poludi nakon što ugleda kako jedan od tripoda siše krv i tkivo bespomoćne ljudske žrtve. Ray, zabrinut da će Ogilvyjevo komešanje privući pozornost napadača na njega i njegovu kćer, ubija Ogilvyja kako bi ga utišao. Ray i Rachel zaspu, ali ih budi druga sonda koja ulazi u podrum i ugleda Rachel. Ray napada sondu sjekirom, a sonda se povlači, dok Rachel bježi iz kuće.
Ray pokuša naći kćer, ali ga napada tripod. Pokuša se sakriti u kamionu, ali ga tripod prevrće. Ray iz prevrnutog kamiona ugleda Rachel kako stoji na zemlji i viče dok tripod kreće prema njoj. Ray uspijeva izaći i ugleda Rachel kako je tripod baca u kavez zajedno s drugim ljudima. Čini se da tripod više ne obraća pozornost na Raya, a on kreće do obližnjeg vojnog džipa gdje pronalazi paket ručnih granata. Baca granatu u jednu od tripodovih nogu, ali štit odbija udar. Tripod ga ugleda i baci u kavez zajedno s Rachel, gdje je pronalazi u šoku. Zgrabi ga mehanizam koji ga pokuša povući u tijelo tripoda u sigurnu smrt, a vojnik i drugi hrabro ga pokušaju spasiti od stiska mehanizma. Nakon što uspiju spasiti Raya, otkriva se da je on ubacio dvije granate u tripod. Granate eksplodiraju, izazvavši lančanu eksploziju u tripodu, uništivši ga u cijelosti. Kavez završava na zemlji, a svi u njemu bježe.
Nakon što su se oslobodili, Ray i njegova kći nastavljaju put prema Bostonu. Tamo otkrivaju da "crveni korov" ugiba, zajedno s drugim tripodima. Primjećuje da štitovi nisu aktivni nakon što ugleda ptice kako lete u blizini i spuštaju se na još živi tripod, što priopćava vojniku. Vojnici napadaju tripod zoljama. Tripod se prevaljuje na zemlju, ispušta krvlju obojenu tekućinu, a izvanzemaljci unutra također umiru. Ray konačno dovodi Rachel k Mary Anne i Timu u kuću Mary Anninih roditelja, gdje ih je čekala - zajedno s njihovim sinom Robbiejem. Mary Anne zahvali Rayu zagrlivši Rachel doimajući se zahvalnom Rayu za sve što je učinio.
Vraća se glas pripovjedača koji nas obavještava kako nikakvo ljudsko oružje nije porazilo prijetnju: bile su to male stvari u prirodi - "Najskromnije stvari koje je Bog u svojoj mudrosti stavio na zemlju." Ista bakterija koja je bila izvor zaraze za čovjeka, i na koju smo razvili imunitet, napala je napadače po njihovu dolasku, zapečativši njihovu neizbježnu propast. "Dankom od milijardu smrti, čovjek je stekao svoj imunitet, svoje pravo da preživi među bezbrojnim organizmima na zemlji. I to naše pravo je naše bez obzira na sve izazove. Da ljudi ne žive i ne umiru uzalud."

## Produkcija
Film su producirali Cruise/Wagner Productions, Amblin Entertainment, DreamWorks SKG i Paramount Pictures.

### Budžet
U kolovozu 2004. se na IMDb-u pojavila informacija da će film "promijeniti povijest u Hollywoodu kao najskuplji film ikad snimljen - nadmašivši Titanicov budžet od 198 milijuna dolara." Pojavila se i izjava iz neimenovanog izvora koja je išla, "Neće se žaliti nijedan novčić. Spielberg želi da to bude film desetljeća." New York Times, originalni izvor za ovu brojku, nekoliko dana kasnije je objavio ispravku da će budžet filma zapravo iznositi 132 milijuna dolara.

## Glumci
- Tom Cruise — Ray Ferrier
- Dakota Fanning — Rachel Ferrier
- Justin Chatwin — Robbie Ferrier
- Miranda Otto — Mary Ann
- Tim Robbins — Harlan Ogilvy
- Rick Gonzalez — Vincent
- Yul Vazquez — Julio
- Lenny Venito — Manny
- David Alan Basche — Tim
- Lisa Ann Walter — Bartender
- Ann Robinson — Baka
- Gene Barry — Djed
- Roz Abrams — Ona sama
- Morgan Freeman — Pripovjedač

## Recenzije
Film je dobro prošao u kinima, a i ocjene kritike su uglavnom bile pozitivne. Pohvale su išle uglavnom na račun specijalnih efekata i režije Stevena Spielberga, a kritike za navodne praznine u logici - koje se zapravo objašnjavaju ako gledatelj pažljivo prati film. Neki kritičari kao što su Glenn Whip (La Daily News) i Bruce Westbrook (Houston Chronicle) smatraju film gotovo pa remek-djelom.
Kritičar James Bernardinelli dao je filmu 3 od četiri zvjezdice te napisao, "...Rat svjetova možda neće proći pažljivu inspekciju i možda neće biti najinteligentniji SF film ikad snimljen (iako, kad se u obzir uzmu filmovi kao što je po temi sličan Dan nezavisnosti, daleko je od najglupljeg), ali je posebno iskustvo."
Neki su imali drugačije mišljenje. Kritičar Roger Ebert dao je filmu 2 od 4 zvjezdice i opisao ga riječima "...veliki, zvučni film koji sadrži neke senzacionalne prizore, ali mu fali strasti i energije koju očekujemo od Stevena Spielberga." Film su napali neki književni stručnjaci, tvrdeći da Rat svjetova ima malo poveznica s romanom H.G. Wellsa i da se može gledati kao samo još jedan veliki angažman za Toma Cruisea. Neki su sugerirali da je film (i mnoge druge interpretacije romana) pogrešno razumio glavni događaj knjige kao akcijske sekvence, iako je vrhunac zapravo poremećaj u glavi svećenika, zatim topnika i protagonista koji se priprema da se pokori Marsovcima. Jedna od važnih točaka u filmu je ironija u naslovu, jer je očigledno da se ne radi o ratu, nego o masakru. Ispuštanjem početnog člana "The" u originalnom naslovu sugerira se da su producenti pokazali da su zamijenili priču za rat, a ne iskustva jednog čovjeka u pokolju.

## Kritike i kontroverze

### Tom Cruise, scijentologija i film
Napisi u medijima u svibnju i lipnju 2005. prije objavljivanja filma fokusirali su se na to kako Tom Cruise okuplja pristaše scijentologije. U to vrijeme, Cruise je promijenio svog glasnogovornika Pata Kingsleyja za svoju sestru, Lee Anne DeVette, i sve češće u intervjuima počeo govoriti o scijentologiji - i njegovoj iznenadnoj vezi s glumicom Katie Holmes - nego o samom filmu. Neki mediji su naglašavali sličnost između promotivnog postera za film i naslovnice The Invaders Plan (prvog sveska romana Misija Zemlja) L. Rona Hubbarda, osnivača scijentologije. Međutim, ova sličnost nije karakteristična samo za film, jer je ruka koja čvrsto drži Zemlju slika koja se više puta pojavljivala u raznim područjima znanstvene fantastike: na primjer, korištena je za film Rollerball iz 1975. Nadalje, slika korištena za promociju je slična slici koju je Paramount često koristio u reklamiranju televizijske serije Rat svjetova tijekom njene prve sezone.

### Napisi u tisku i anti-piratske kontroverze
Pretpremijera za novinare izazvala je kritike jer je svaki novinar koji je želio prisustvovati pretpremijeri morao potpisati ugovor o povjerljivosti. U tom ugovoru je stajalo kako potpisani ne smije objaviti recenziju filma prije njegove svjetske premijere 29. lipnja 2005. Mnogi ljudi kasnije su tvrdili kako film nije ispunio velika očekivanja koja su razglasili ti recenzenti.
Osim toga, na newyorškoj premijeri filma u Ziegfield Theatreu, svi su novinari na ulazu morali proći kroz provjeru cijele elektroničke opreme - uključujući mobitele - u sklopu anti-piratske kampanje koju su pokrenuli producenti filma nadajući se da se film neće pojaviti na internetu.
Među drugim pokušajima da se stane na kraj piratstvu, producenti su zabranili kinima da se film prikazuje u ponoć 29. lipnja, unatoč uspjehu ponoćnih prikazivanja filmova kao što je Zvjezdani ratovi, Epizoda 3: Osveta Sitha.

## Box office
Unatoč navedenim kontroverzama, Rat svjetova je zaradio pozitivne recenzije i ostvario impresivan komercijalni uspjeh. Zaključno s 22. studenog 2005. (zadnji dan na box officeu), film je zaradio 243,3 milijuna dolara u Americi i 357 milijuna u ostatku svijeta, odnosno ukupno 591,4 milijuna dolara. Bio je to 4. najuspješniji film 2005. (nakon filmova Zvjezdani ratovi, Epizoda 3: Osveta Sitha, Kronike iz Narnije: Lav, vještica i ormar i Harry Potter i Plameni pehar).
Spielberg nije doživio takav uspjeh od Spašavanja vojnika Ryana (1998.) - još jedne produkcije Paramounta i DreamWorksa - a Specijalni izvještaj (2002.) od 100 milijuna dolara - njegova prva suradnja s Cruiseom - je zaradila osrednjih 132 milijuna dolara. U Cruiseovu slučaju (čiji se 43. rođendan poklopio s premijerom filma), Rat svjetova je najveći blockbuster njegove karijere, jer je film u prvom vikendu zaradio 65 milijuna dolara, nadmašivši Nemoguću misiju 2 koja je privredila 58 milijuna. 31. srpnja Rat svjetova je nadmašio spomenuti film i po zaradi u domaćim kinima.

## Nagrade i nominacije
Oscari
Tri nominacije:
- Najbolji zvuk
- Najbolja montaža zvuka
- Najbolji vizualni efekti

Nagrade filmskih kritičara Ohija
- Najbolji zvuk

Nagrade M.P.S.E. Golden Reel
- Najbolja montaža zvuka

Nagrade Društva za vizualne efekte
Tri pobjede:
- Najbolji pojedinačni vizualni efekt (prelijetanje susjedstva)
- Najbolji filmski modeli i minijature
- Najbolje komponiranje u filmu

Zlatne maline
Jedna nominacija:
- Najgori glumac (Tom Cruise)

### Roman

#### Razlike
- Najočitija razlika je ta da se film odvija u ranom 21. stoljeću u sjevernoistočnim Sjedinjenim Državama, a ne u južnoj Engleskoj "u zadnjim godinama 19. stoljeća".
- Još jedna važna razlika je promjena protagonista od sretno oženjenog intelektualca iz srednje klase bez djece u razvedenog radnika s dvoje djece. Društvena pozadina je važan dio priče. Junakova žena ostavila ga je zbog bogatijeg i uspješnijeg čovjeka, njezini roditelji nikad ga nisu voljeli, a - što je najvažnije za njega - njegova djeca odnose se prema njemu s prijezirom. Važna podradnja su junakovi pokušaji, ne samo da preživi i spasi djecu od invazije, nego i da zaradi njihovo poštovanje. Svega ovoga, naravno, nema u originalnom romanu.
- Izvanzemaljci u filmu ne spuštaju se na Zemlju u divovskim cilindrima prije nego što puštaju svoje ratne strojeve. Umjesto toga, strojevi su već bili zakopani pod zemljom, a izvanzemaljci stižu u kapsulama koje stižu preko munja. Detalji se ne pojašnjavaju, iako se spominje kako su izvanzemaljci bili zakopani još prije ljudske civilizacije i da su vjerojatno čekali da se ona razvije (jer bez nje ne bi bilo dostatno hrane).
- Izvanzemaljski tripodi se čine opasnijima nego u romanu: potonji nisu, iako smrtonosni, imuni na konvencionalno oružje i mogu se poraziti u bitki. Tripodi u filmu su zaštićeni "štitom" koji ih čini gotovo nepobjedivima. Ideja o štitovima potječe iz filmske verzije iz 1953.
- Film izostavlja poznati element romana: Crni dim, koji je bio dio originalnog marsovskog smrtonosnog arsenala. Scenarist David Koepp je objasnio kako je to izostavljeno zbog nedostatka vremena i jer se nije uklapalo u nejgovu prvu verziju scenarija, pa su slična viđenja sličnih tvari čista slučajnost i mogu se pripisati drugim izvorima dima.[7]
- Dizajn izvanzemaljaca drastično se razlikuje, s ljudskijim ustima i time što su na tri noge, dok Wellsovi Marsovci imaju usta u obliku slova V bez usana te ticala. Osim toga, Marsovci iz Wellsove knjige, kao i u filmu, hrane se ljudskom krvlju (Wells je opisivao čiste kosture ljudi i drugih životinja), ali izvanzemaljci u knjizi ne koriste ljudsku krv kao gnojivo za svoj projekt. U ovom filmu, napadači nisu zainteresirani za životinje (štakore, ptice itd.). Dizajn izvanzemaljaca naišao je na kritike jer su smatrani prezgodnima i čovječjima, u suprotnosti s neljudskim i odbojnim izvanzemaljcima u knjizi.
- U filmu, lik Tima Robbinsa, Harlan Ogilvy, igra dvojnu ulogu kapelana i artiljerca iz romana, dok u isto vrijeme dijeli ime s prijateljem pripovjedača u romanu. U filmu on im luđačke osobine zbog čega često ulazi u sukob s pripovjedačem. U knjizi, lik Ogilvyja je jedan od prvih ljudi kojeg ubijaju izvanzemaljske toplinske zrake. Filmski Ogilvy ima kvalitete artiljerca iz romana u tome da kopa tunel za podzemni grad s ciljem preživljavanja. U romanu ga vjerojatno uzimaju izvanzemaljci nakon što ga je pripovjedač udario u glavu i ostavio mrtva. U obje verzije, priča ne otkriva jasno da je glavni junak ubio čovjeka, ali pripovjedač u romanu kaže "ubojstvo kapelana" bila je "nepobitno dobra stvar, bez grižnje savjesti".
- U filmu se ne otkriva otkud dolaze izvanzemaljci, za razliku od knjige, gdje su oni s Marsa; 1898., kad je knjiga napisana, mogućnost života na Marsu smatrana je realističnom. Razlika u originalu sakriva motiv za napad na Zemlju. U knjizi, Marsovci bježe sa svoga razasutog planeta u potrazi za mjestom gdje će održati svoju civilizaciju, a ne zbog "istrebljenja" kako to objašnjava lik u filmu. U prologu se nalazi nekoliko vizualnih referenci na Mars, jednom kad slika Zemlje poprima crveni izgled i kasnije kad kamera skreće s ruba susjednog Zemljina planeta. U Koeppovu scenariju se nalazi kratki kadar u prologu koji prikazuje svijet napadača. No, on ostaje neimenovan, a spominje se samo kao "neplodni planet".
- H.G. Wells nije koristio pripovjedača u ulozi junaka, priča se otkriva kao prisjećanje na rat, čime se eliminiraju sve sumnje o dobru pripovjedača. U filmu, glavni junak, Ray, uspijeva uništiti izvanzemaljski tripod, stvarajući dojam da se junaci na muci poznaju, što je Wells smatrao neprikladnim za ton svoje priče pa je rano napustio ideju, sličnu onoj iz filma, u kojoj pripovjedač planira samoubilački napad na tripod. Pripovjedač nije trebao ispasti junak, nego samo onaj koji je preživio. No, Rayeva ideja da se preda napadačima je slična pripovjedaču romana nakon što je izgubio sve nade.
- Kao i u filmu iz 1953., anonimni pripovjedač i glavni junak nisu isti kao u romanu. On nije razveden (iako Ray ima sličan cilj da se vrati bivšoj ženi), niti ima sina ni kćer za koje se mora brinuti.
- Iako Ray ima brata kao i pripovjedač knjige, film se ne dotiče tog dijela, dok pripovjedač govori o nekim bratovim iskustvima tijekom invazije.
- U romanu, pripovjedač ostaje zarobljen u napuštenoj kući nakon što se izvanzemaljski cilindar spušta u blizini. U filmu, Ray, Rachel i Ogilvy su zarobljeni u kuću jer su tripodi još vani. No, scena u kojoj se avion zabija u Mary-Anneinu kuću je slična sceni spuštanja cilindra u knjizi.
- Bez obzira na lokaciju, gotovo svaka verzija priče govori o dolasku i prvim izvanzemaljcima napadačima na Zemlju. No, u ovoj verziji se spominje kako je invazija već počela na drugim krajevima svijeta, iako to glavni junak saznaje tek kasnije u priči. Ova scena prvi put i junaku i publici predstavlja sliku napadača, nešto što se događa kasnije u ovom i filmu iz 1953.
- Dizajn tripoda nije isti kao opis u romanu. Wells opisuje strojeve kao "Hodajuće motore od svjetlucavog metala... dijelovi zapletenog užeta vise iz njega... zeleni plin štrca iz njegovih utora..."
- U romanu, marsovski strojevi proizvode zvuk otprilike kao "Ulla! Ulla!", dok u filmu strojevi ispuštaju jednoličan, nizak, glasan zvuk kao nekakav bojni poklič.

#### Sličnosti
Iako postoji mnogi razlika u odnosu na knjigu, ima i raznih sličnosti. Neke su očite, dok su druge istaknute imenovanjem pojedinih scena u poglavljima DVD izdanja.
- Izvanzemaljce na kraju pobjeđuju ovozemaljski mikroorganizmi.
- Rečenice koje izgovara pripovjedač na kraju filma gotovo su prenesene iz romana.
- Borbeni strojevi su tripodi.
- Tripodi su naoružani toplinskim zrakama, ali za razliku od velikih cijevi u romanu, ove toplinske zrake ispaljuju velike plave lasere umjesto valova topline, a drže se ispod glave tripoda, a ne iznad kao u romanu. Usto, u romanu zrake jednostavno spaljuju žrtve, ali u filmu one rastapaju ljude u cijelosti pretavarajući ih u paru (ostavljajući samo sprženu robu).
- U filmu postoji scena u kojoj glavni junak i njegova kći svjedoče masovnom plutanju tijela niz rijeku, kao u romanu gdje tome svjedoči pripovjedač.
- Tripodi su opremljeni dugim ticalima kojima grabe ljude i bacaju ih u metalne kaveze, kao u knjizi, odakle će im biti isisana krv kao hrana za agresore.
- Crveni korov raspršen je dokle seže pogled.
- U jednoj sceni su likovi zarobljeni u farmu jer su vani agresori.
- Rayev kombi oduzima im se kao u romanu, gdje bivaju oteti konji pripovjedača, njegova brata i njegove dvije ženske pratilje. Ray koristi pištolj kao i gđica. Elphinstone kako bi preplašila pljačkaše u romanu.
- U jednoj sceni izbjeglice idu na trajekt kako bi se spasili, no napada ih tripod koji ih je slijedio pod vodom. Nakon što je trajekt potonuo, glavni junak se spašava roneći.
- Manny je sličan Gazdi Pjegavog psa, kojim se glavni junak služi kao prijevoznim sredstvom i kojeg poslije ubijaju napadači. Razlika je ta da Ray krade Mannyjevo auto dok je pripovjedačev plan samo ga posuditi od Gazde.
- Oluja u kojoj agresori stižu temeljena je na oluji u romanu tijekom koje pripovjdač prvi put ugleda zastrašujuće tripode.
- Tijekom cijelog filma, jato ptica slijedi agresore u njihovim strojevima i pomaže oštetiti njihove neprobojne štitove. U romanu, ptice kljucaju i jedu ostatke mrtvih Marsovaca (ptice se mogu vidjeti i kako čiste crveni korov u Bostonu).
- Iskopavanje prvog tripoda podsjeća na dolazak prvog marsovskog cilindra, gdje se gomila okuplja oko točke "spuštanja" u zemlji.
- Policija na križanju priopćava, "nešto je dolje i miče se" kao u romanu gdje jedna osoba kaže kako se marsovski cilindar miče.
- Robbieja smatraju mrtvim, sve do povratka glavnog junaka na kraju, kao što je to slučaj s pripovjedačem i njegovom ženom.
- Ray ima brata. No, kao što je spomenuto gore, u filmu se ne spominje gdje je on.
- Tripodi prije napada ruše borova stabla prije napada, kao što to čine u romanu tijekom prvog pojavljivanja.
- Postoji referenca na originalnu knjigu kad dvoje izvanzemaljaca istražuju podrum u kojem se kriju Ferrier i Ogilvy, a jedan od njih se zaustavlja kako bi zavrtio kotač bicikla obješenog na zid - što im je zadivljujuće. U romanu H.G. Wellsa, pripovjedač otkriva da u izvanzemaljskoj tehnologiji ne postoji kotač; među svim stvarima koje su donijeli na zemlju nema traga njihovu korištenju kotača. Njihova tehnologija temeljena je na elastičnoj organskoj muskulaturi.

### Radio-drama iz 1938.
Nekoliko rečenica dijaloga, posebno onih koje izgovara lik Tima Robbinsa, preuzete su izravno iz poznate radijske adaptacije Orsona Wellesa. Osim toga, film je ispočetka smješten u New Jersey kao i radijska drama.

### Film iz 1953.
Iako se ne smatra remakeom verzije Rata svjetova iz 1953., postoji nekoliko primjera gdje Spielberg odaje počast originalnom filmu.
- Gene Barry i Ann Robinson iz originalnog filma se pojavljuju u cameo ulogama kao djed i baka.
- Nakon početne oluje, Tom Cruise provjerava nekoliko elektroničkih uređaja te glanca svoj zaustavljeni sat. U originalnom Ratu svjetova, kad marsovski meteorit pada na zemlju, jedan lik primjećuje kako mu je stao sat.
- U podrumu se prije ulaska sondi mogu primijetiti svjetla u nekoliko boja. To se odnosi na crvena, plava i zelena svjetla iz sonde u verziji iz 1953., iako nijedan dio sonde u ovom filmu ne isijava takve boje.
- Kad Ray prvi put susreće izvanzemaljce, iza njega stoji ulični znak s natpisom "Van Buren", prezime jednog od dva glavna junaka iz prvog filma.
- Novinarova rečenica, "Kad se tripodi počnu kretati, iz tog područja više nema vijesti," preuzeta je iz slične rečenice u originalnom filmu, "Jednom kad se Marsovci počnu kretati, iz tog područja više nema vijesti."
- Scene sa sondom koja pregledava podrum nakon koje ulaze znatiželjni izvanzemaljci. Tom Cruise odsječe glavu sonde sjekirom kao Gene Barry u originalu.
- Kadar umiruće ruke izvanzemaljca kako se spušta niz rampu je referenca na sličan kadar u prijašnjem filmu.
- Film iz 1953. završava s junacima koji se sakrivaju u crkvi prije nego što izvanzemaljski napad iznenada prestaje. U filmu iz 2005., crkva je prva građevina koju tripodi uništavaju.

### Televizijske serije
- Na posteru filma je simbolična slika izvanzemaljske ruke koja s tri prsta zahvaća planet Zemlju. Slika je slična onima korištenima za prvu sezonu serije, na početku i kraju sepizoda, kao i na promotivnim materijalima.
- Dio priče da su izvanzemaljci već bili na Zemlji i ostavili svoje tripode podsjeća na televizijsku seriju Rat svjetova u kojoj se tripod ("stariji model" ratnih strojeva u filmu iz 1953.) otkopava, nakon što je tu ležao stotine tisuća godina.

## Vanjske poveznice
- Službena stranica  Arhivirana inačica izvorne stranice od 11. lipnja 2007. (Wayback Machine)
- Rat svjetova u internetskoj bazi filmova IMDb-a
- Rat svjetova na Rotten Tomatoes
- Guardian Unlimited: Spielberg i Cruise planiraju novi Rat svjetova
- Intervju s Dougom Chiangom i Rickom Carterom, dizajnerima na filmu[neaktivna poveznica]
- Film o snimanju  Arhivirana inačica izvorne stranice od 16. svibnja 2008. (Wayback Machine)
- Recenzija filma  Arhivirana inačica izvorne stranice od 27. rujna 2007. (Wayback Machine) — Mark Sells, The Oregon Herald